# Caden (nome)
Caden  è un nome proprio di persona inglese maschile.

## Varianti
- Maschili: Caiden[1][2], Cayden[1][2], Caidan[2], Kaden[1][2], Kaiden[1][2], Kayden[1][2], Kaydyn[2], Kaeden[1][2], Kadin[2]

## Origine e diffusione
È un nome moderno, le cui prime apparizioni risalgono al XIX secolo, ma che comincia a diffondersi significativamente negli Stati Uniti durante gli anni 1990. Dal punto di vista etimologico, a volte viene ricondotto al cognome Caden, una forma anglicizzata dell'irlandese Mac Cadáin ("figlio di Cadán"), ma va detto che la sua recente popolarità è dovuta più che altro alla somiglianza ad altri nomi molto in voga, come Aidan, Hayden, Jayden e Braden. Viene talvolta usato anche al femminile.

## Onomastico
Il nome è adespota, cioè è privo di santo patrono, e l'onomastico ricade il 1º novembre, giorno di Ognissanti

## Persone
- Caden Clark, calciatore statunitense
- Caden Sterns, giocatore di football americano statunitense

### Variante Kaden
- Kaden Elliss, giocatore di football americano statunitense
- Kaden Groves, ciclista su strada australiano
- Kaden Smith, giocatore di football americano statunitense

### Variante Kayden
- Kayden Harrack, calciatore grenadino
- Kayden Jackson, calciatore inglese
- Kayden Troff, scacchista statunitense

### Altre varianti
- Cayden Boyd, attore statunitense